# Heather Petri
Heather Danielle Petri (Oakland, 13 de junho de 1978) é uma jogadora de polo aquático estadunidense, campeã olímpica e tricampeã mundial e pan-americana.

## Carreira
Petri disputou quatro edições de Jogos Olímpicos pelos Estados Unidos: 2000, 2004, 2008 e 2012, sempre conquistando medalhas: foi prata em Sydney 2000 e Pequim 2008, bronze em Atenas 2004 e finalmente obteve a medalha de ouro em sua última aparição, em Londres 2012.